# Wijken en buurten in Achtkarspelen
De Nederlandse gemeente Achtkarspelen is voor statistische doeleinden onderverdeeld in wijken en buurten. De gemeente is verdeeld in de volgende statistische wijken:
- Wijk 00 Noord (CBS-wijkcode:005900)
- Wijk 01 Centrum (CBS-wijkcode:005901)
- Wijk 02 Zuid (CBS-wijkcode:005902)

Een statistische wijk kan bestaan uit meerdere buurten. Onderstaande tabel geeft de buurtindeling met kentallen volgens het Centraal Bureau voor de Statistiek (2008):
| CBS-buurtcode | Buurtnaam                        | Inwonertal | Opp. totaal (ha) | Opp. land (ha) | Ligging                |
| ------------- | -------------------------------- | ---------- | ---------------- | -------------- | ---------------------- |
| BU00590000    | Buitenpost                       | 5230       | 253              | 249            | Locatie in de gemeente |
| BU00590001    | Twijzel                          | 1030       | 186              | 186            | Locatie in de gemeente |
| BU00590002    | Kootstertille                    | 2290       | 144              | 126            | Locatie in de gemeente |
| BU00590003    | Twijzelerheide                   | 1630       | 126              | 126            | Locatie in de gemeente |
| BU00590004    | Gerkesklooster                   | 740        | 64               | 62             | Locatie in de gemeente |
| BU00590005    | Verspreide huizen Buitenpost     | 490        | 1602             | 1596           | Locatie in de gemeente |
| BU00590006    | Verspreide huizen Twijzel        | 80         | 718              | 716            | Locatie in de gemeente |
| BU00590007    | Verspreide huizen Kootstertille  | 320        | 636              | 623            | Locatie in de gemeente |
| BU00590008    | Verspreide huizen Twijzelerheide | 270        | 474              | 469            | Locatie in de gemeente |
| BU00590009    | Verspreide huizen Gerkesklooster | 80         | 506              | 497            | Locatie in de gemeente |
| BU00590100    | Stroobos                         | 260        | 44               | 32             | Locatie in de gemeente |
| BU00590102    | Drogeham                         | 1540       | 123              | 123            | Locatie in de gemeente |
| BU00590103    | Augustinusga                     | 1130       | 102              | 101            | Locatie in de gemeente |
| BU00590107    | Verspreide huizen Stroobos       | 50         | 249              | 237            | Locatie in de gemeente |
| BU00590108    | Verspreide huizen Drogeham       | 210        | 919              | 901            | Locatie in de gemeente |
| BU00590109    | Verspreide huizen Augustinusga   | 210        | 649              | 622            | Locatie in de gemeente |
| BU00590200    | Surhuisterveen                   | 5480       | 316              | 316            | Locatie in de gemeente |
| BU00590201    | Harkema                          | 3930       | 249              | 248            | Locatie in de gemeente |
| BU00590202    | Surhuizum                        | 970        | 97               | 97             | Locatie in de gemeente |
| BU00590203    | Boelenslaan                      | 690        | 66               | 66             | Locatie in de gemeente |
| BU00590206    | Verspreide huizen Surhuisterveen | 280        | 444              | 443            | Locatie in de gemeente |
| BU00590207    | Verspreide huizen Harkema        | 300        | 404              | 402            | Locatie in de gemeente |
| BU00590208    | Verspreide huizen Surhuizum      | 410        | 1395             | 1390           | Locatie in de gemeente |
| BU00590209    | Verspreide huizen Boelenslaan    | 450        | 634              | 634            | Locatie in de gemeente |